# Guayaquil
Guayaquil (oficiálním plným jménem Santiago de Guayaquil) je největší město Ekvádoru, počet obyvatel je zhruba 2,3 milionu. Je významným ekvádorským přístavem, leží v deltě řeky Guayas vlévající se do Tichého oceánu. Má také důležité letiště. V roce 2000 město přebudovalo nábřeží řeky Guayas a vybudovalo promenádu Malecón 2000, která je údajně nejlepším urbanistických projektem posledních let v Jižní Americe. Promenáda je 2,5 km dlouhá a symbolizuje skloubení přírody a moderní architektury včetně obchodů, restaurací, hřišť a parků.

## Geografie a podnebí
Guayaquil leží na pobřeží nejsevernější části Guayaquilského zálivu, na západním břehu řeky Guayas, která se do zálivu vlévá. Stejně jako většina území Ekvádoru se nachází něco málo na jih od rovníku. Část pobřeží, na němž město leží, se rozkládá mezi dvěma klimatickými extrémy - na jihu v jižním Ekvádoru a Chile se rozkládá hyperaridní poušť Atacama, na sever v Kolumbii zase extrémně vlhký deštný prales s jedněmi z nejvyšších srážkových úhrnů na světě. Guayaquil sám má poměrně příjemné klima tropické savany s konstantními teplotami po celý rok. Prší od ledna do dubna, od května do prosince naopak vzhledem k Humboldtově proudu podobně jako na poušti Atacama vůbec neprší. Srážky mohou významně kolísat v důsledku vlivu jevu El Niño.

## Historie
Guayaquil byl založen 25. července 1538 pod jménem Muy Noble y Muy Leal Ciudad de Santiago de Guayaquil španělským conquistadorem Franciscem de Orellanou. Ale ještě i před příchodem Španělů zde existovala domorodá vesnice. V roce 1600 měl Guayaquil kolem 2 tisíc obyvatel; v roce 1700 již měl více než 10 tisíc obyvatel.
V roce 1687 byl Guayaquil napaden a dobyt anglickými a francouzskými piráty pod velením George d'Houta (Angličan) a Picarda a Gronieta (Francouzi). Z více než 260 pirátů 35 zahynulo a 46 jich bylo raněno; z obránců města zahynulo 75 a více než 100 bylo raněno. Piráti unesli místní ženy a udělali si z nich konkubíny. Quito zaplatilo piráty požadované výkupné za podmínky, že propustí zajatce a nevypálí město.
V roce 1709 angličtí kapitáni Woodes Rogers, Etienne Courtney a William Dampier společně s 110 jinými piráty dobyli Guayaquil a požadovali výkupné; ale náhle odtáhli bez výkupného poté, co mezi jejich posádkou vypukla epidemie žluté zimnice.
9. října 1820 skupina civilistů podporovaná vojáky z "Granaderos de Reserva" téměř bez krveprolití přemohla odpor královských jednotek a uvěznila španělské úředníky. Guayaquil posléze vyhlásil nezávislost na Španělsku. José Joaquín de Olmedo byl jmenován "Jefe Civil" (civilním správcem) Guayaquilu. 26. července 1822 se zde José de San Martín a Simón Bolívar setkali na známé konferenci, aby naplánovali nezávislost španělské jižní Ameriky.
Město utrpělo velkým požárem v roce 1896, který zničil velké části města.

## Zajímavosti
Kromě návštěvy promenády Malecón 2000 stojí za to vidět opravenou čtvrť Las Peñas, která se rozkládá na jednom z nemnoha vyvýšených míst ve městě. Dřevěné domky byly kolem roku 2000 nově opraveny a nyní souží jako kavárny, bary a prodejny suvenýrů. Na vrchol kopce vede 444 schodů a kromě výhledu na město je tam kaple sv. Anny a maják.
V Guayaquilu je několik zajímavých kostelů např. Kostel sv. Františka z 18. století, přestavěný v roce 1902 po požáru.
Dále se v centru města nachází několik pěkných parků, obzvláště zajímavý je Bolívarův park (španělsky Parque Bolívar) se sochou tohoto významného jihoamerického osvoboditele, po které se prohánějí obří leguáni.

## Sport
- Barcelona SC – fotbalový klub[1]
- CS Emelec – fotbalový klub[2]

## Slavní rodáci
- Rafael Correa (* 1963), ekvádorský politik, prezident Ekvádoru v letech 2007–2017[3]
- Jorge Queirolo Bravo (* 1963)
- Nicolás Lapentti (* 1976), bývalý ekvádorský profesionální tenista[4]

## Galerie

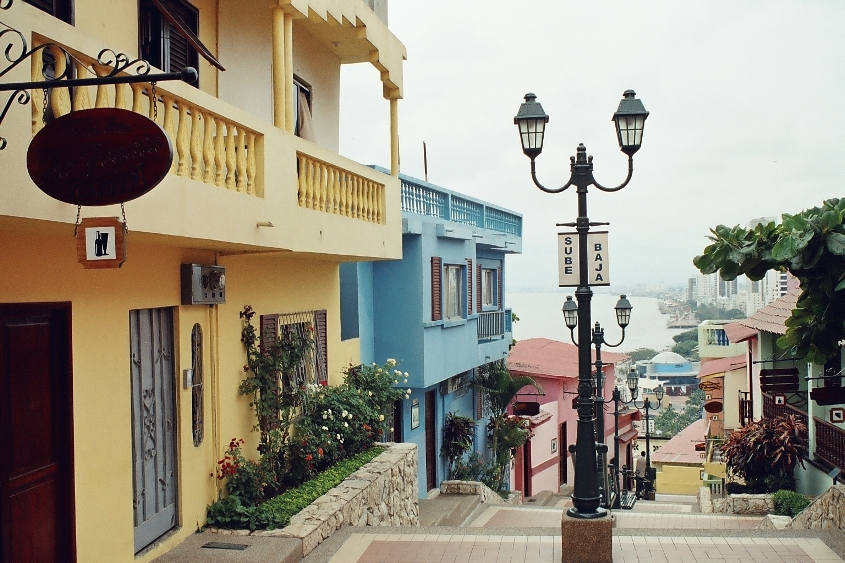
Barevné domky ve čtvrti Las Peñas
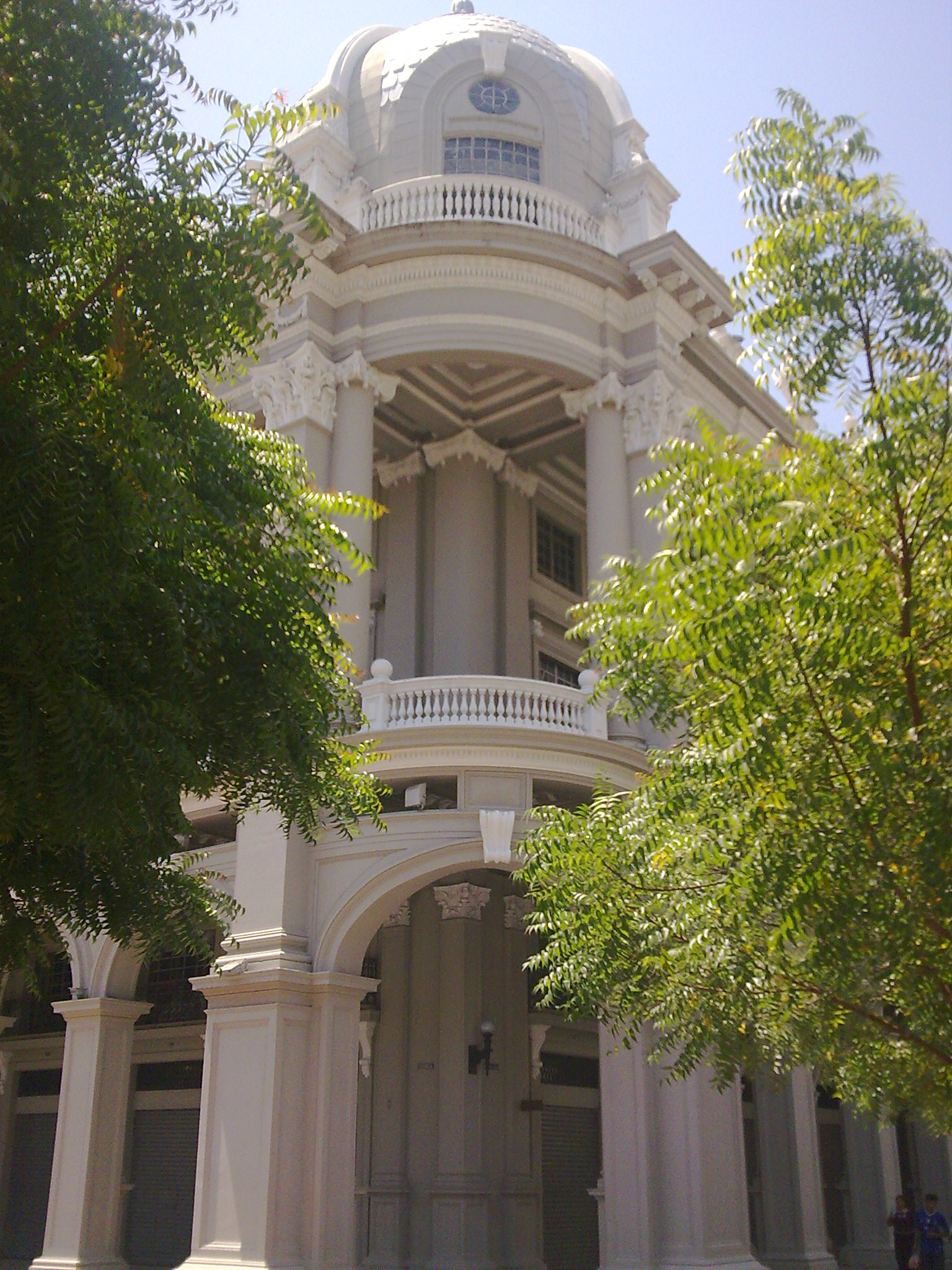
Městská radnice
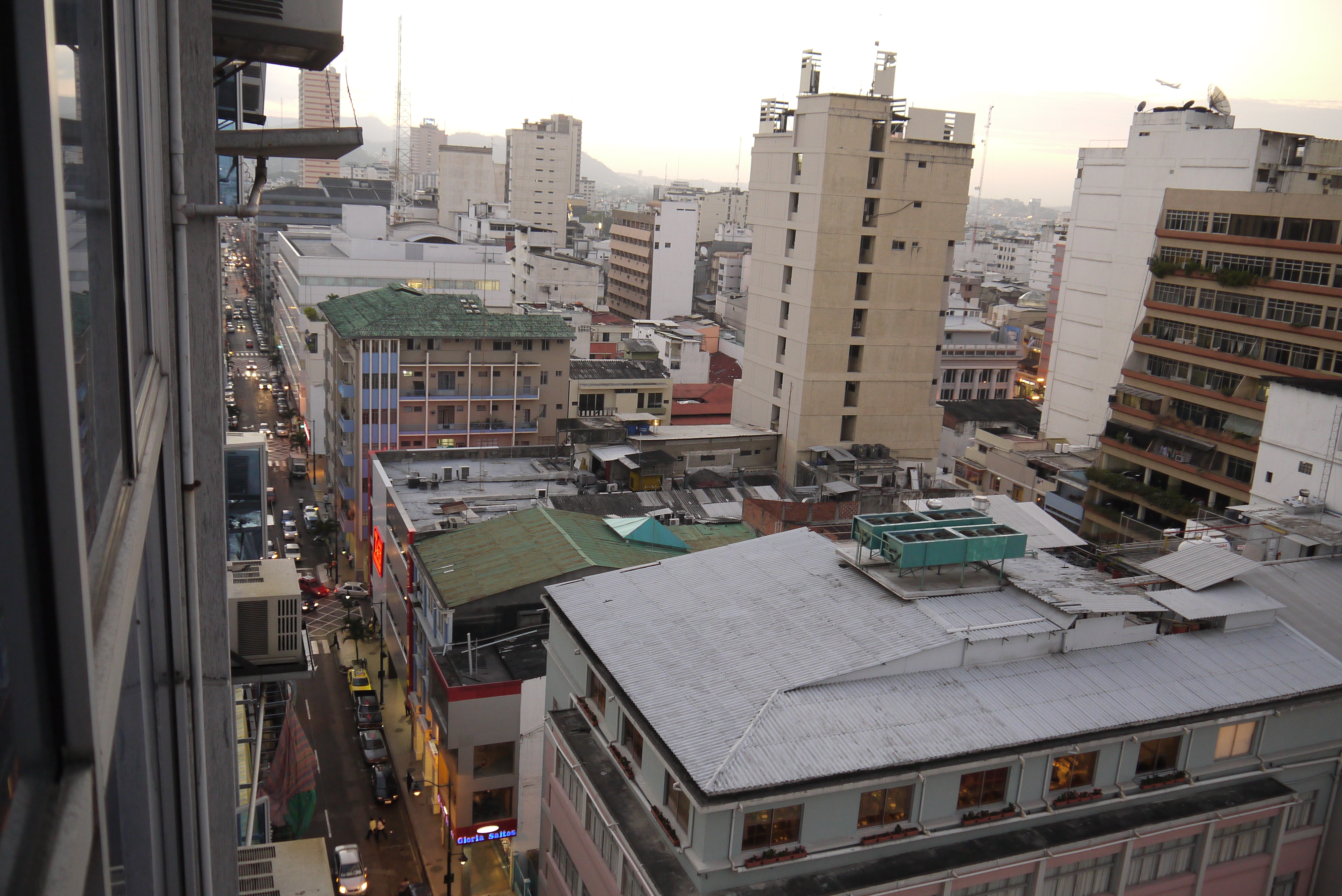
Panorama
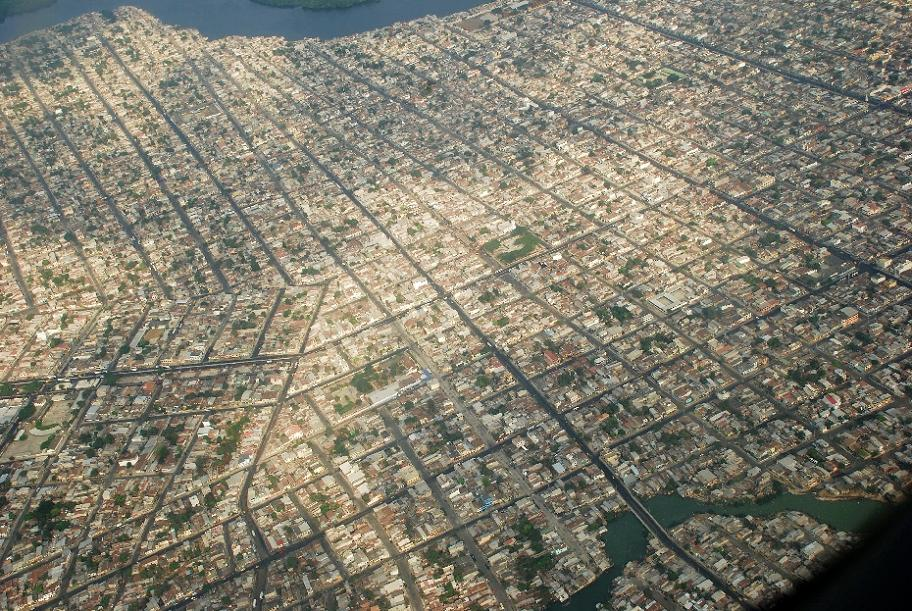
Letecký pohled na Guayaquil
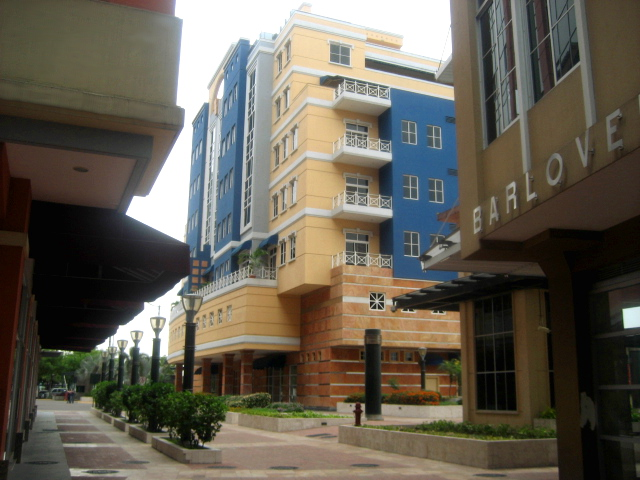
Budovy v Puerto Santa Ana

## Partnerská města
- Buenos Aires, Argentina

- Houston, Texas, Spojené státy americké (1987)
- Janov, Itálie
- Santiago de Chile, Chile